# Acantharachne
Acantharachne este un gen de păianjeni din familia Araneidae.
Cladograma conform Catalogue of Life:
| Acantharachne | \| \| Acantharachne cornuta \| \| \| \| \| \| Acantharachne giltayi \| \| \| \| \| \| Acantharachne lesserti \| \| \| \| \| \| Acantharachne madecassa \| \| \| \| \| \| Acantharachne milloti \| \| \| \| \| \| Acantharachne psyche \| \| \| \| \| \| Acantharachne regalis \| \| \| \| \| \| Acantharachne seydeli \| \| \| \| |
|               | \| \| Acantharachne cornuta \| \| \| \| \| \| Acantharachne giltayi \| \| \| \| \| \| Acantharachne lesserti \| \| \| \| \| \| Acantharachne madecassa \| \| \| \| \| \| Acantharachne milloti \| \| \| \| \| \| Acantharachne psyche \| \| \| \| \| \| Acantharachne regalis \| \| \| \| \| \| Acantharachne seydeli \| \| \| \| |
|               | Acantharachne cornuta |
|               | |
|               | Acantharachne giltayi |
|               | |
|               | Acantharachne lesserti |
|               | |
|               | Acantharachne madecassa |
|               | |
|               | Acantharachne milloti |
|               | |
|               | Acantharachne psyche |
|               | |
|               | Acantharachne regalis |
|               | |
|               | Acantharachne seydeli |
|               | |